# Archéologie numérique
L'archéologie numérique, parfois appelée cyber-archéologie, archéologie informatique ou encore archéologie virtuelle, est un domaine de l'archéologie qui fait appel à la modélisation 3D combinée à des technologies de numérisation sur le terrain telle la photogrammétrie numérique. La numérisation in situ fait appel à des appareils tels que les lidars basés sur la télémètrie laser. Ces technologies offrent de multiples avantages aux chercheurs. Ainsi les fouilles elles-mêmes peuvent être numérisées leur permettant de revoir à tout moment l'état des lieux à l’un des moments choisi de l’excavation. La numérisation des sites peut s'avérer être aussi un des moyens de sauvegarde du patrimoine archéologique.

## Description
Selon Mathieu Rocheleau, la modélisation 3D ne constitue pas seulement qu'un résumé des connaissances acquises des vestiges archéologiques qu'il s'agisse d'un bâtiment ou d'une ville. Grâce à ces technologiques numériques, de nouvelles découvertes sont réalisées : « La création et l’étude de modèles 3D permettent de faire des expérimentations autrement impossibles à réaliser [...] pour tester des hypothèses. [...] Cela permet de trouver des éléments, des propriétés, des réponses ou des pistes de recherche qu’aucun autre chercheur n’avait pu envisager auparavant. »
La restitution virtuelle du Circus Maximus de Rome ayant nécessité  huit ans de travaux regroupant plusieurs experts provenant de divers horizons a abouti  à un modèle scientifiquement valable de l'avis des experts concernés.
Les travaux de reconstitution numérique du Colisée de Rome permirent aux archéologues d'invalider certaines hypothèses. Certaines d'entre elles voulaient que le nombre de spectateurs que pouvaient accueillir l'amphithéâtre variait de 40 000 à 73 000 spectateurs selon l'hypothèse retenue,. Il a été possible aux chercheurs d'avancer une hypothèse plus rigoureuse grâce à une simulation de l'amphithéâtre qui put être rempli d'avatars. Ils purent ainsi  préciser que de 48 000 à 50 000 spectateurs pouvaient prendre place dans le Colisée,.Ces mêmes travaux leur permirent de réfuter l’idée généralement admise que l'architecture de l'édifice était conçue de façon exemplaire afin de permettre aisément les déplacements d’une foule nombreuse. La reconstitution virtuelle démontra au contraire que d’importants bouchons de circulation se créaient, à certains endroits, surtout pour les niveaux supérieurs,.

Travaux de modélisation
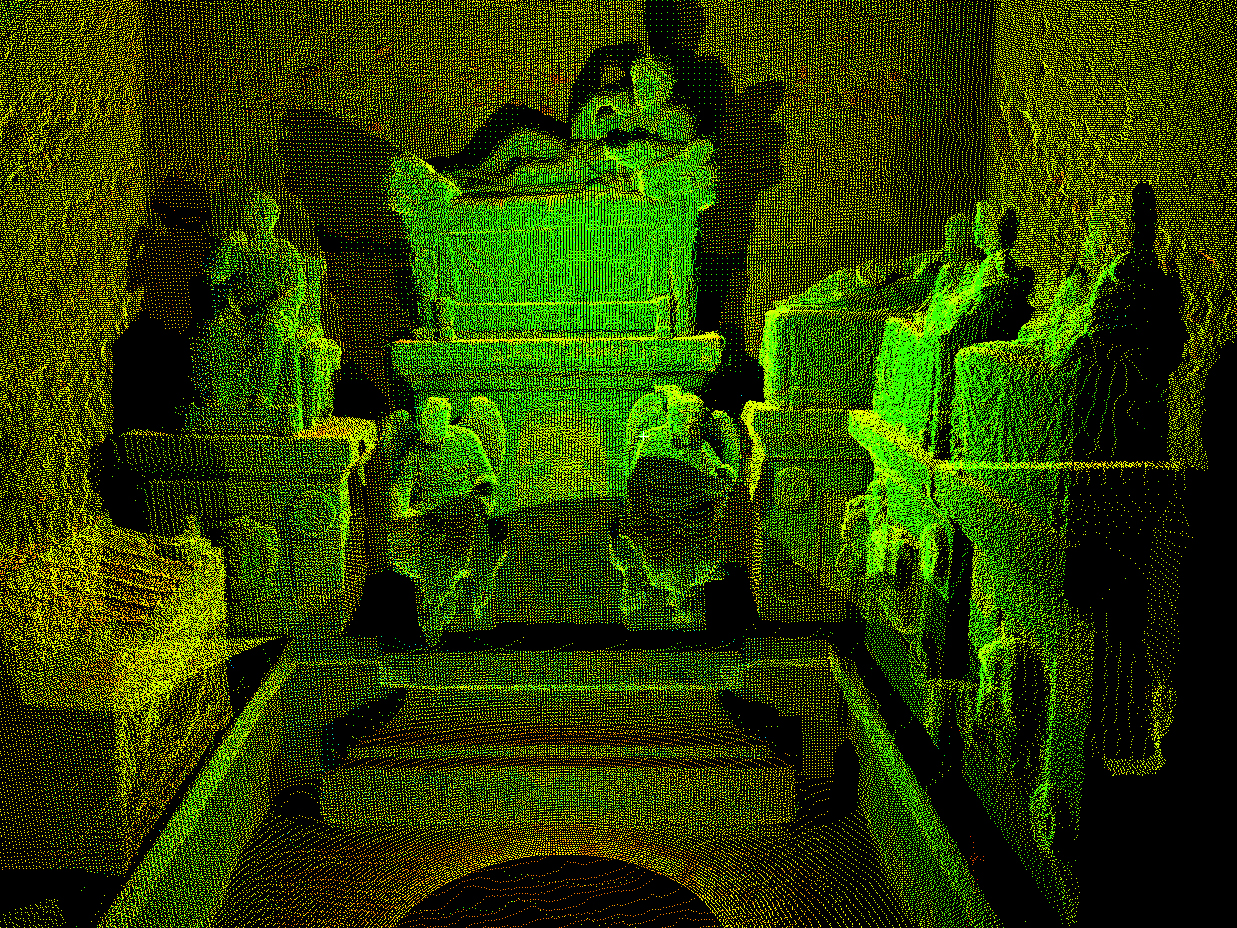
Image numérisée de l'hypogée des Volumni.
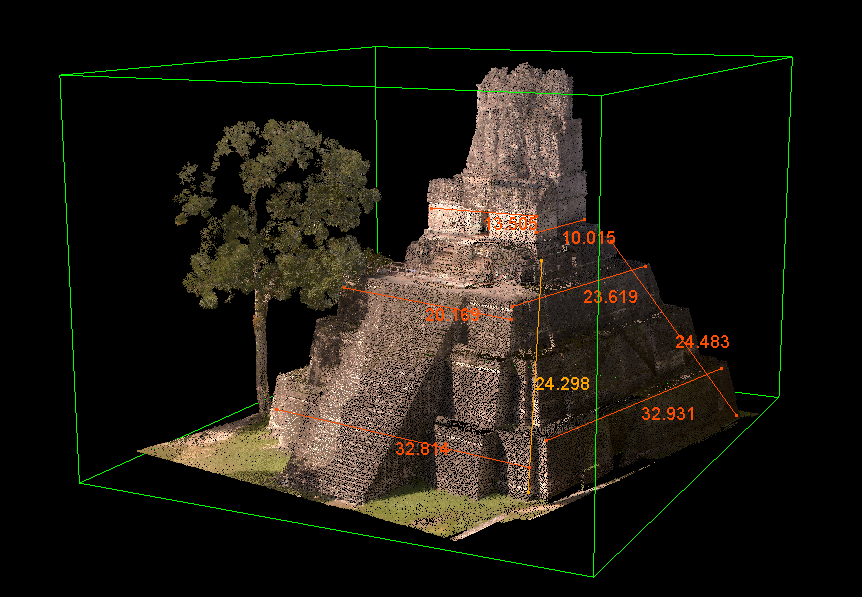
Modélisation du temple II de Tikal.
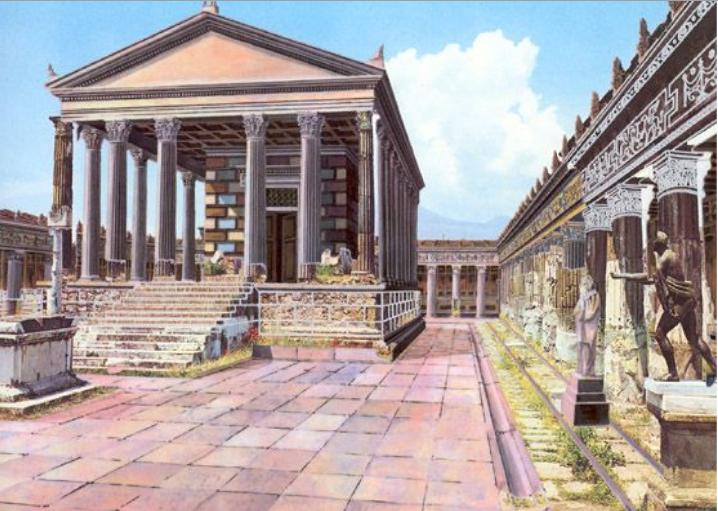
Reconstitution du temple d'Apollon à Pompéi.

## Outils et techniques issus de la géophysique
L'adaptation d'instruments issus de la prospection géophysique vint enrichir la panoplie des outils au service des archéologues. Le radar à pénétration de sol, l'imagerie par résistivité électrique, la magnétométrie et l'induction électromagnétique comptent parmi les outils et technologies qui sont utilisés dans ce domaine, souvent de façon complémentaire. Les magnétomètres, par exemple, sont souvent utilisés pour des relevés d'urgence avant la réalisation de travaux de construction sur un site alors que le radar à pénétration de sol est l'instrument le plus indiqué pour fournir de véritables informations de profondeur pouvant être étalonnées.

### Radars à pénétration de sol

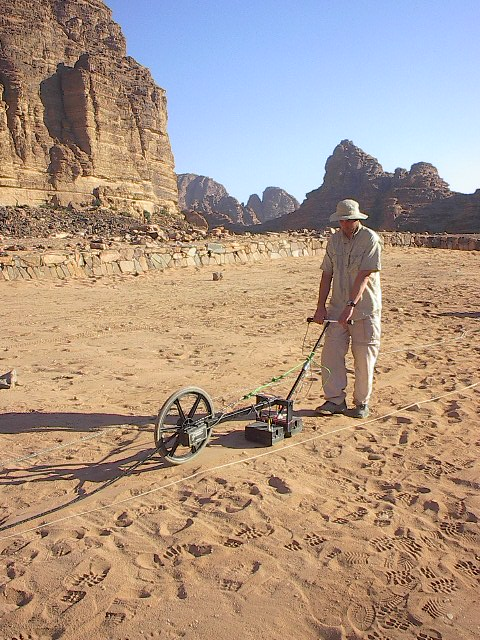
Utilisation du radar à pénétration de sol sur le site de Wadi Rum, en Jordanie.

Le radar à pénétration de sol (ou GPR) fonctionne en envoyant une faible impulsion d'énergie dans un matériau via une antenne. Un ordinateur intégré enregistre l'intensité et le temps requis pour le retour des signaux réfléchis. Les variations souterraines créent des réflexions qui sont captées par le système et stockées sur des supports numériques. Les archéologues ne peuvent toutefois pas bénéficier de cette technologie sur les côtes où il y a une forte teneur en sel, par exemple dans les marais salés, ni pour prospecter les sols denses à base d'argile que les ondes du GPR ont de la difficulté à pénétrer. L'instrument ne permet pas  de voir à travers le métal et est également incapable d'identifier les structures osseuses. Le plus grand avantage des méthodes radar à pénétration de sol est qu'elles recueillent une immense quantité d'informations proche de la surface d'une manière totalement non invasive et non destructive, ce qui permet de voir et d'analyser efficacement et avec précision les grands sites contenant des restes cachés, tout en les protégeant et les préservant. Les cartes générées par le GPR fournissent des données primaires qui sont utilisées pour orienter l'établissement des sites de fouilles ou pour identifier les zones sensibles contenant des vestiges culturels, tels que les sites d'inhumation, qu'il serait préférable de conserver tels quels. L'information obtenue peut donc ainsi aider les archéologues à éviter de perturber ces sites. Les archéologues peuvent détecter les petits objets comme les outils et autres artéfacts mais aussi mettre en évidence des structures plus grandes telles que les anciennes routes, les planchers des habitations, les éléments architecturaux tels que les murs, les cavités et les puits de même que des éléments géophysiques tels que les lits des rivières.

### Imagerie par résistivité électrique
L'imagerie par résistivité électrique (ou ERI) est utilisé pour cartographier la profondeur des sols et des roches. Il s'agit de placer des piquets dans le sol et de mesurer la résistance électrique après avoir installé une rangée d'environ 24 à 48 capteurs, généralement en ligne droite. 

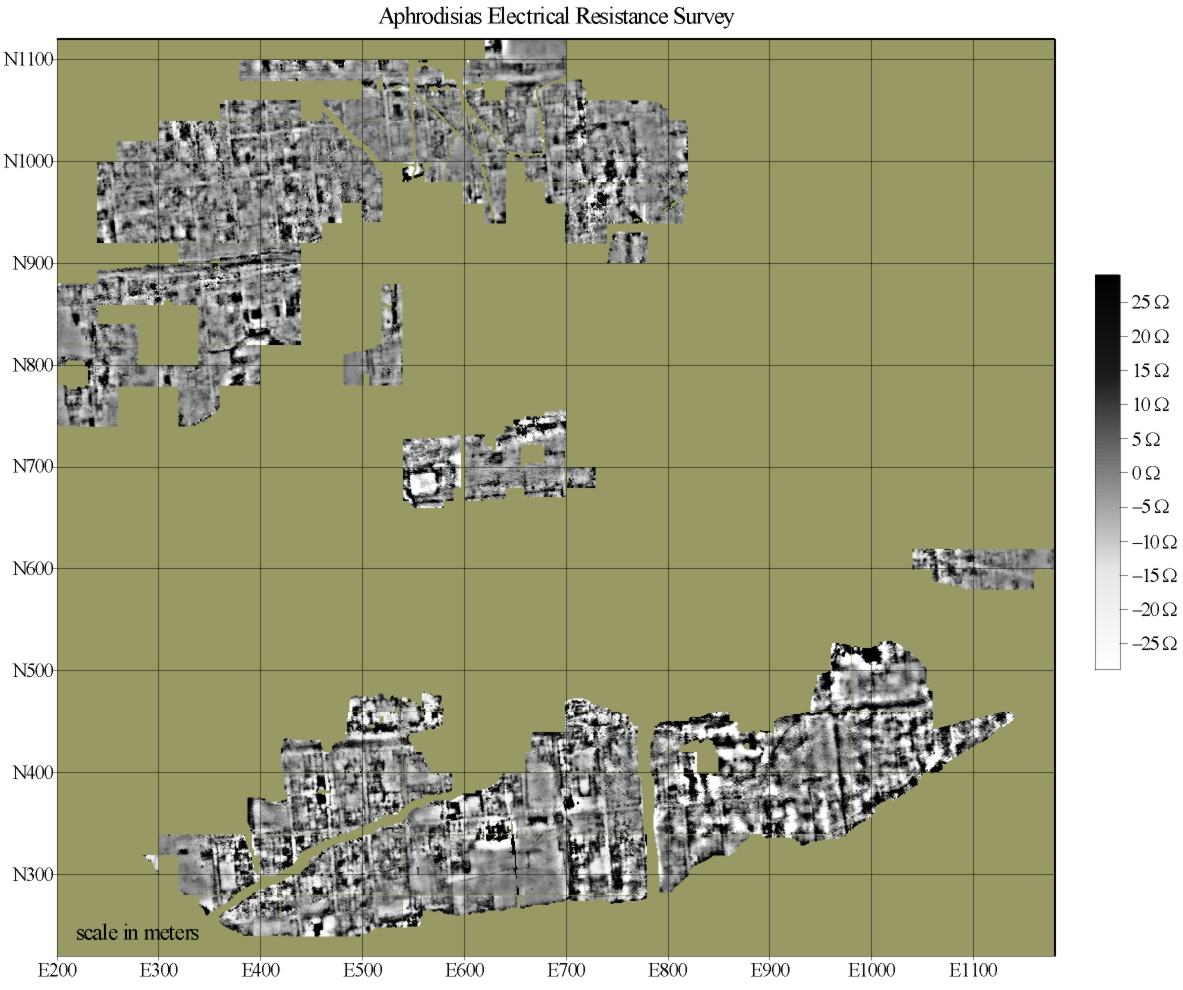
Imagerie par résistivité électrique de structures souterraines de la cité antique d'Aphrodisias, en Anatolie, faisant apparaître les rues de la ville et la délimitation de bâtiments.

L'information n'est recueillie que le long de cette ligne. Cet outil fonctionne bien dans un sol argileux, mais prend plus de temps et coûte plus cher pour obtenir la couverture de données requise que le GPR. On peut collecter de 20 à 40 fois plus de profils avec le GPR qu'avec l'ERI pour une même longueur prospectée soit environ 80 profils de relevé avec le géoradar GPR dans le même temps qu'il faut pour collecter 2 à 4 profils avec l'ERI.
Un exemple de données recueillies dans le domaine archéologique par l'usage de cette technique d'investigation géophysique est fourni par un relevé du site archéologique d'Aphrodisias, en Turquie, effectué dans le cadre d'un programme de recherche parrainé par l'université de New York. L'étude de la résistance électrique de ce site de l'époque hellénistique menée par Lewis Somers, entre 1995 et 1998, a couvert environ 20 hectares de terrain non excavé, environ 200 000 mètres carrés. L'étude a permis de révéler que le tracé de la ville s'est conformé à suivre un plan en grille et de préciser que dans les zones d'habitation, les îlots urbains, ont une largeur de 35,5 mètres ou 120 pieds ioniques et une longueur de 39,0 mètres ou 132 pieds ioniques. De même, elle a révélé que les places publiques et les bâtiments civils du centre de la ville ont été planifiés selon la même grille, comme le montre très clairement le tracé de l'Agora du Nord (la place publique principale).

### Magnétomètres
Les magnétomètres sont des capteurs passifs qui mesurent l'intensité et parfois la direction d'un champ magnétique. En détectant les irrégularités du champ magnétique terrestre. Un magnétomètre peut indiquer l'emplacement des objets en matériau ferreux. Les archéologues les utilisent pour localiser les sites d'activité humaine. Les anciens foyers ont des valeurs magnétiques plus élevées, tout comme les briques, les fosses de stockage et même les vieilles tranchées. Les magnétomètres ne fournissent cependant pas d'informations précises sur la profondeur.

### Dispositifs à induction électromagnétique

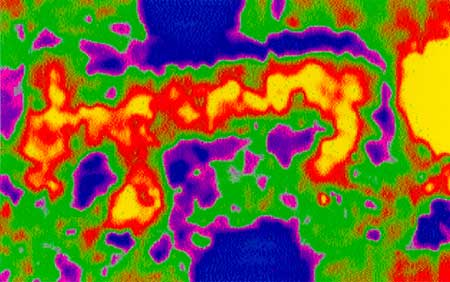
Image géomagnétique de Great Bear Mound du Monument national des Effigy Mounds, en Iowa, aux États-Unis

Les appareils à induction électromagnétique (ou EMI) mesurent la variation de l'impédance mutuelle entre une paire de bobines sur ou au-dessus de la surface de la terre. La plupart des instruments de ce type sont composés de deux ou plusieurs ensembles de bobines, reliées électriquement et séparées par une distance fixe. Les dispositifs EMI peuvent examiner simultanément les conditions du sol et localiser les objets trouvés sous la surface de la terre dans l'espace sans fournir de bonnes informations sur la profondeur des objets localisés.
Les données recueillies doivent faire l'objet d'interprétation. C'est le cas pour celles du GPR. Des logiciels ont été conçus à cette fin. Tout comme les logiciels utilisés pour traiter les images des caméras, le traitement informatique des images brutes permet aux chercheurs de minimiser certaines caractéristiques et d'en mettre d'autres en évidence. Le bruit est inhérent aux données numériques GPR, et le logiciel de post-traitement permet aux utilisateurs de réduire ou de supprimer le bruit pour accentuer ce qu'ils recherchent.

### Utilisation de la  télédétection
Certaines technologiques d'acquisition de données au moyen de satellites profitent désormais à l'archéologie ayant donné naissance à l'archéologie  spatiale. Bénéficiant du traitement informatique, les images satellitaires obtenues apportent une moisson d'informations utiles aux chercheurs. Parmi les dispositifs et techniques utilisés, le radar à synthèse d'ouverture, l'imagerie thermique ou thermographie, ou imagerie infrarouge, et l'imagerie ultraviolet font partie de cette discipline qui part du constat que les structures archéologiques enfouies, qu'il s'agisse de terrassements ou de bâtiments, laissent souvent des traces à la surface en modifiant les propriétés des matériaux qui les recouvrent tels que le sol et la végétation et que ces traces peuvent être plus facilement visibles d'un point de vue éloigné qu'en prospectant en surface. Avec le radar à synthèse d'ouverture interférométrique (en), l'intensité, la cohérence et l'interférométrie de rétrodiffusion des ondes radar peuvent être utilisées pour identifier des structures archéologiques comme ce fut fait dans un certain nombre de zones dans les environs de Rome, en Italie. 
De son côté, l'archéologue américaine Sarah Parcak utilise l'imagerie satellite infrarouge à l'aide de satellites de la NASA pour ses recherches. Travaillant alors à l'université de l'Alabama à Birmingham, Parcak et son équipe ont mis au jour dans les images infrarouges ainsi collectées dix-sept pyramides, plus de 1 000 tombes et 3 000 établissements anciens enfouis dans les sables du désert égyptien. Des fouilles confirmèrent l'existence de deux pyramides présumées situées près de Saqqarah issues de ce travail de recherche.

## Photogrammétrie numérique

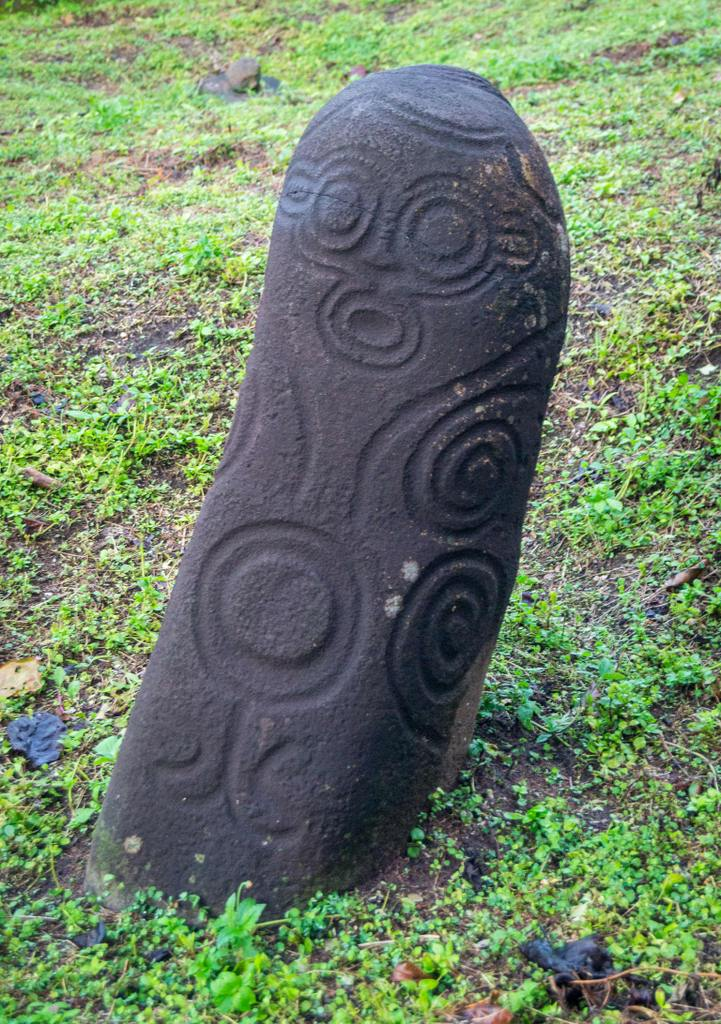
L'un des monolithes d'Alok Ikom, dans l'État de Cross River, au Nigeria.

La photogrammétrie numérique est une autre technologie permettant aux archéologues de procéder au sauvetage numérique de sites en danger en procédant à la numérisation d'enregistrements photogrammétriques 3D de divers artéfacts sur les sites archéologiques qui se détériorent. En utilisant cette technique, une équipe a procédé à la numérisation 3D de plus de 250 monolithes situés au sud-est du Nigeria, les monolithes d'Alok Ikom, inscrits depuis 2007 sur la liste indicative des sites du patrimoine mondial de l'Unesco,.

## Tomodensitométrie et impression 3D

### Présentation
Outre la modélisation 3D et les technologies issues de la géophysique, la tomodensitométrie et l’impression 3D sont désormais des outils au service de l'archéologue. La tomodensitométrie, ou la scanographie par rayons X, permet d'obtenir des images d'éléments internes d'objets sans devoir les détruire évitant ainsi des pertes d'informations tout en permettant d’en comprendre les structures internes, le mode de fabrication et d'en évaluer l’état de conservation grâce à un logiciel qui permet une reconstitution 3D des structures à partir des images en coupe obtenues.

### Exemples de travaux réalisés
Urne de Guipry
L’impression 3D se combine désormais à la tomodensitométrie. Il en résulte la possibilité pour les chercheurs de disposer d'une copie des objets contenus à l'intérieur d'artéfacts sans avoir à détruire ces derniers. L’étude de l’urne de Guipry constitue un exemple de cet usage. Des fragments d’os et deux objets en métal ont pu ainsi être identifiés. Une reconstitution virtuelle d'une fibule qui s'y trouvait fut réalisée dans un premier temps. Par la suite, une impression 3D de l’objet permit d'en obtenir une copie sans avoir eu à manipuler l'objet qui se trouvait toujours à l'intérieur de l’urne. Une impression complète de l'artéfact permet de conserver les informations concernant la représentation tangible de l’organisation spatiale interne de l’urne une fois celle-ci détruite. 
Cotte de mailles gauloise
En 2019, l'École polytechnique fédérale de Lausanne, en collaboration avec une équipe d'archéologues vaudois, réalisèrent une étude qui permit d'analyser, grâce à la tomographie, une cotte de mailles gauloise, datée de plus de 2000 ans, découverte sur le site du Mormont près de La Sarraz, dans le canton de Vaud. À l’aide d’un scanner à rayons X permettant de reproduire l’intérieur de matériaux en 3D, ils purent étudier une pièce d’équipement militaire rare dont il ne reste que quelques exemplaires en Europe. L'artéfact se trouvait dans un état qui rendait son contenu difficilement identifiable par les méthodes d’investigations traditionnelles : la cotte de mailles faisait partie d'un amalgame qui incluait plusieurs dizaines d’objets et fragments du fait de la corrosion. Lionel Pernet, directeur du musée cantonal d’archéologie et d’histoire de Lausanne, précise : « Grâce à l’imagerie 3D, nous avons appris que la cotte de mailles ne renfermait non pas une trentaine d’objets et fragments d’objets, comme le montrait une radiographie en 2D, mais plus de 160 ! ». L'équipe de chercheurs est parvenue à effectuer un inventaire complet de son contenu sans le détruire. Utilisant une imprimante 3D, une dizaine de ces objets furent ensuite reproduits et firent l'objet d'une exposition, en 2019, au musée cantonal d'archéologie et d'histoire de Lausanne.

### Utilisation en paléopathologie
L'archéobiologie avec, entre autres, la paléopathologie, bénéficie également des avancées de la technologie numérique devenue incontournable. L’imagerie médicale, par le biais de la tomodensitométrie et de la reconstitution 3D, permet ainsi aux chercheurs de pousser plus loin les analyses d'os humains trouvés sur des sites archéologiques ayant permis depuis la fin des années 2000  les avancées  les  plus  significatives dans ce domaine . Certains laboratoires tels que le Laboratoire bordelais de recherche en informatique (LaBRI) se dotent désormais d'imprimantes 3D haute précision afin de pouvoir pousser plus loin l'analyse paléopathologique des ossements.

Instruments utilisés pour l'archéologie numérique
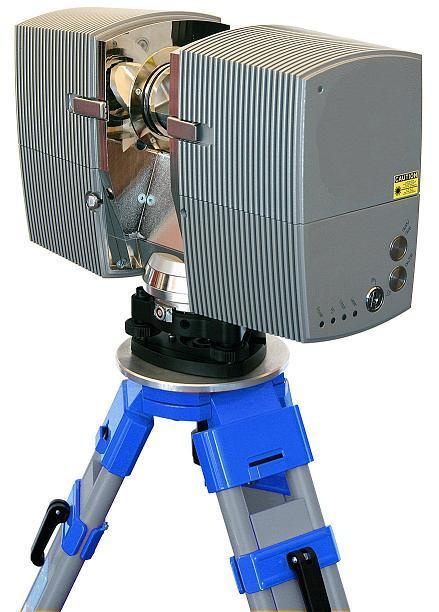
Scanner laser 3D.
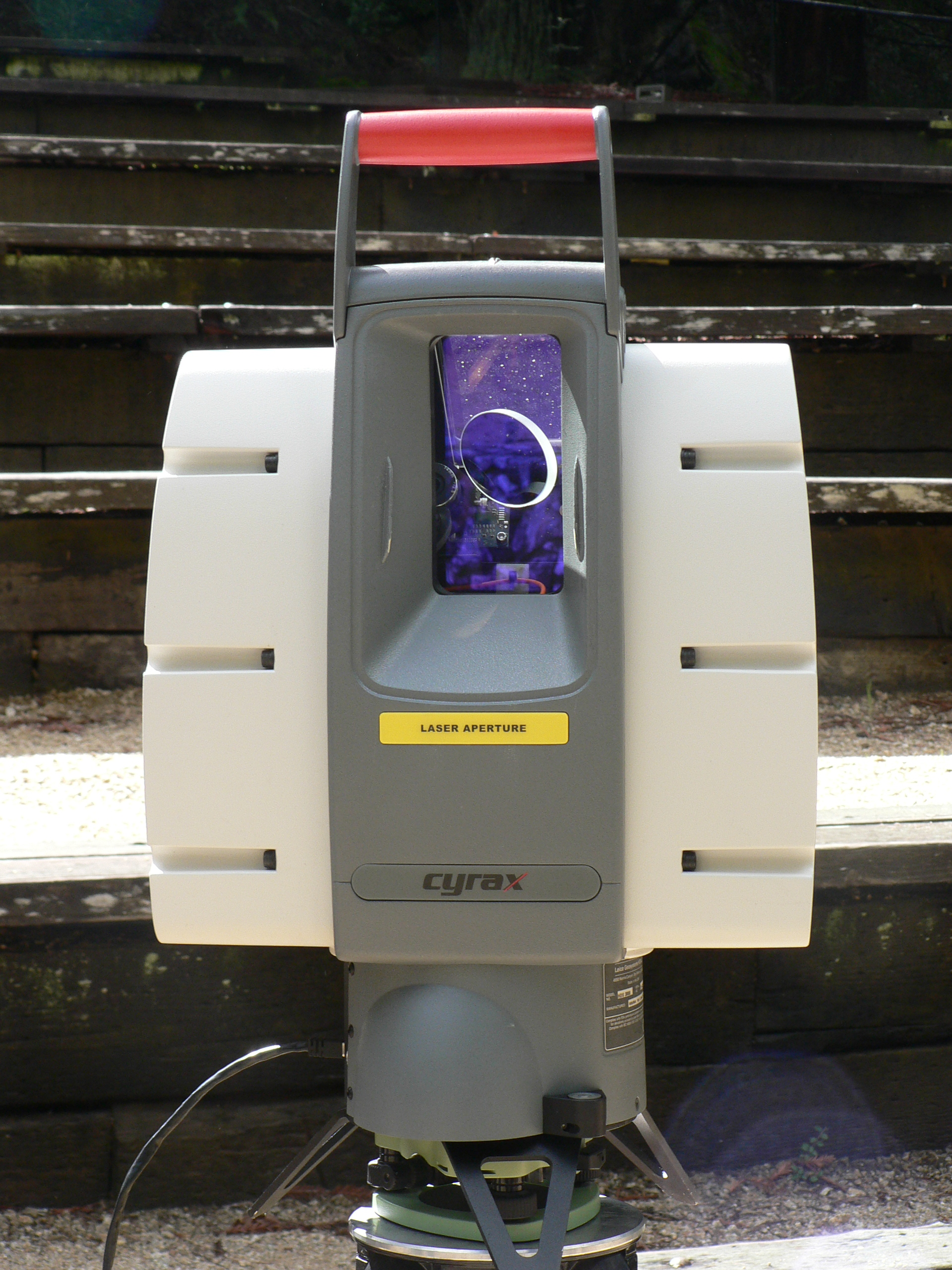
Scanner 3D Lidar.
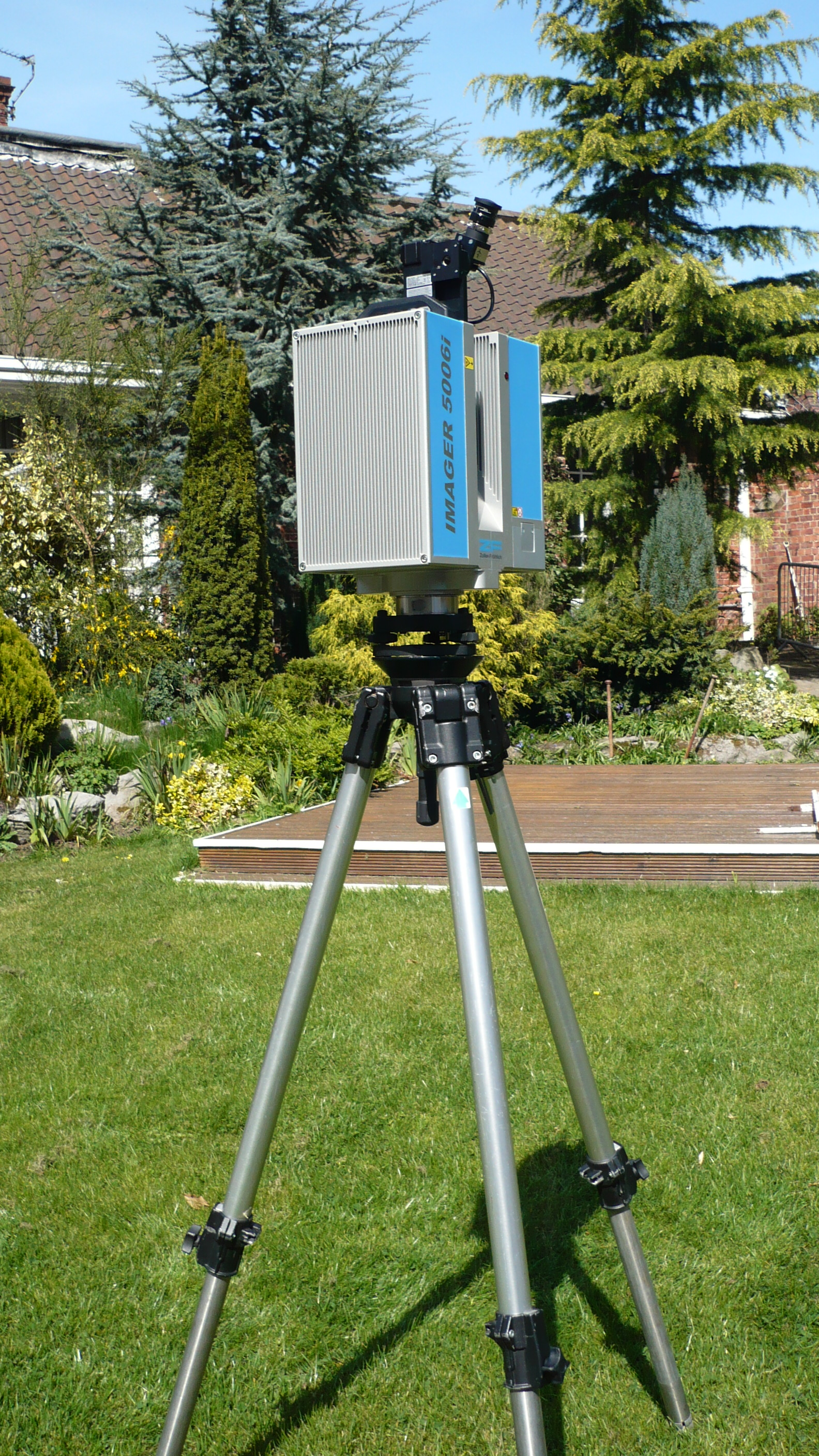
Scanner laser 3D, modèle IMAGER 5006i.
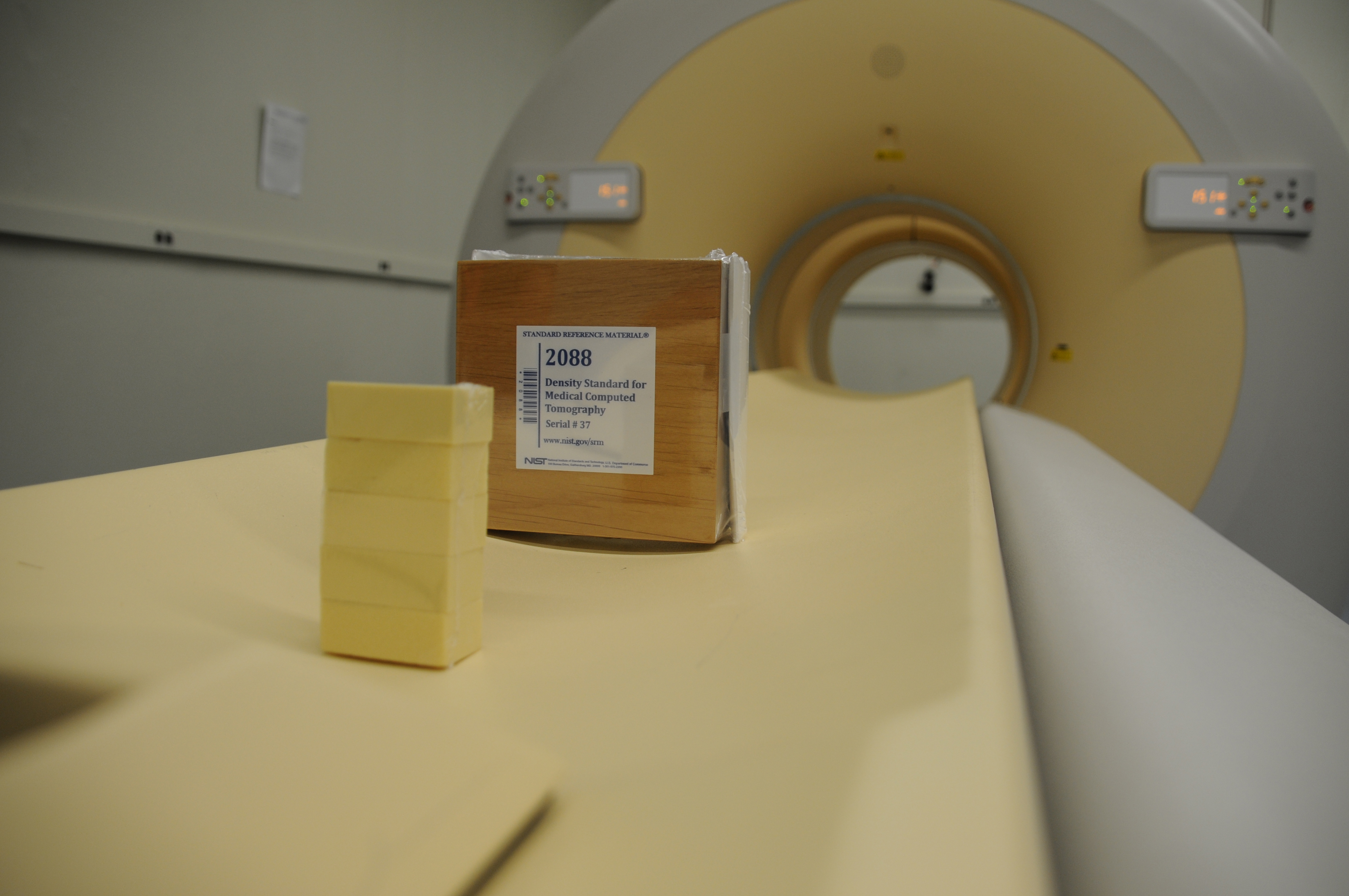
Tomodensitomètre
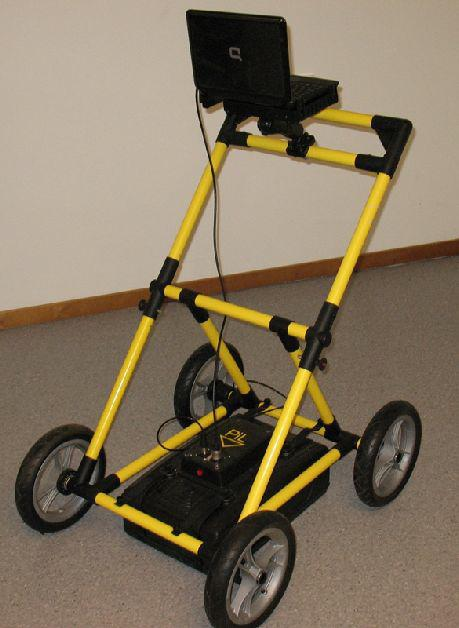
Radar à pénétration de sol.
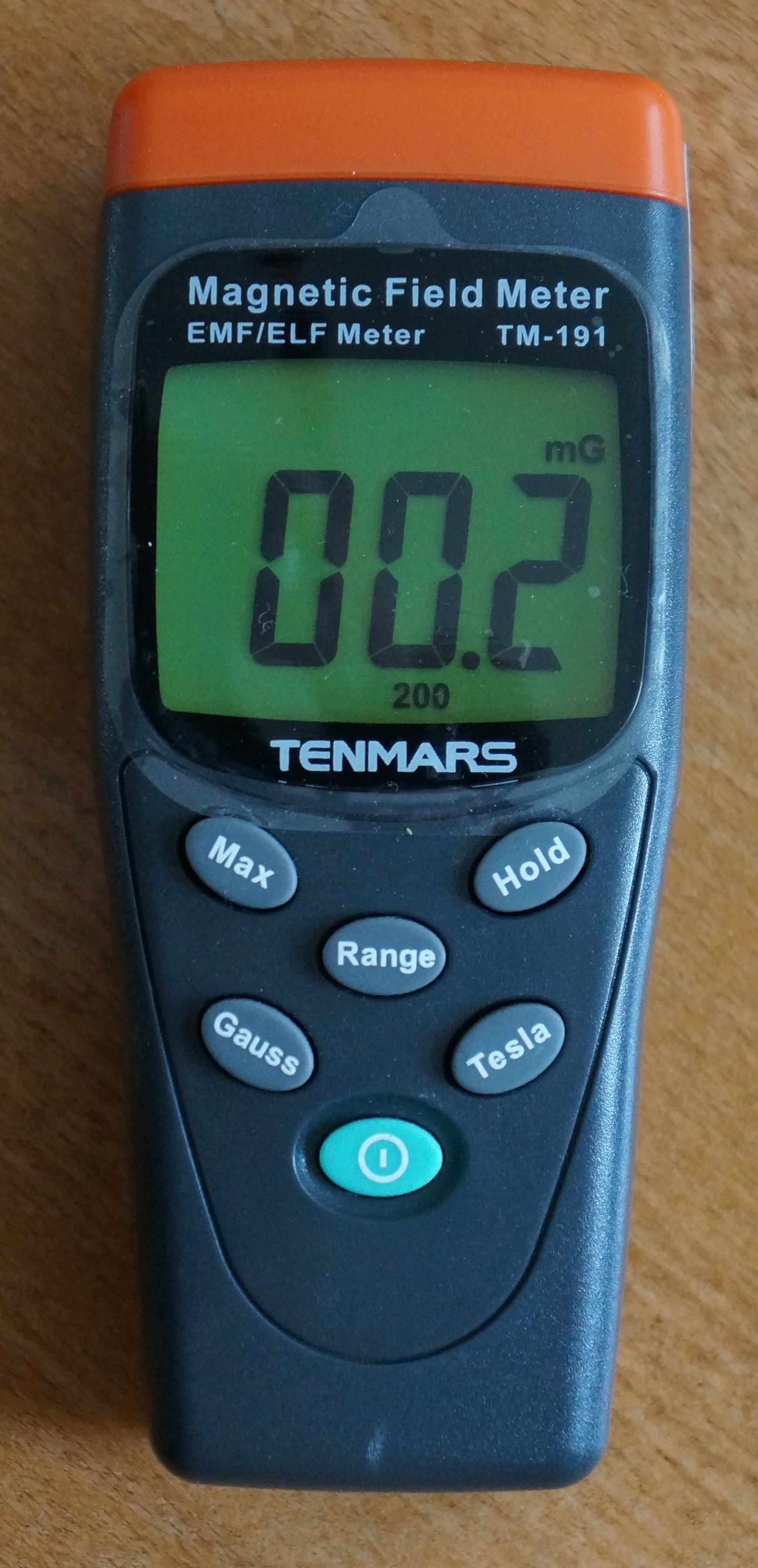
Magnétomètre
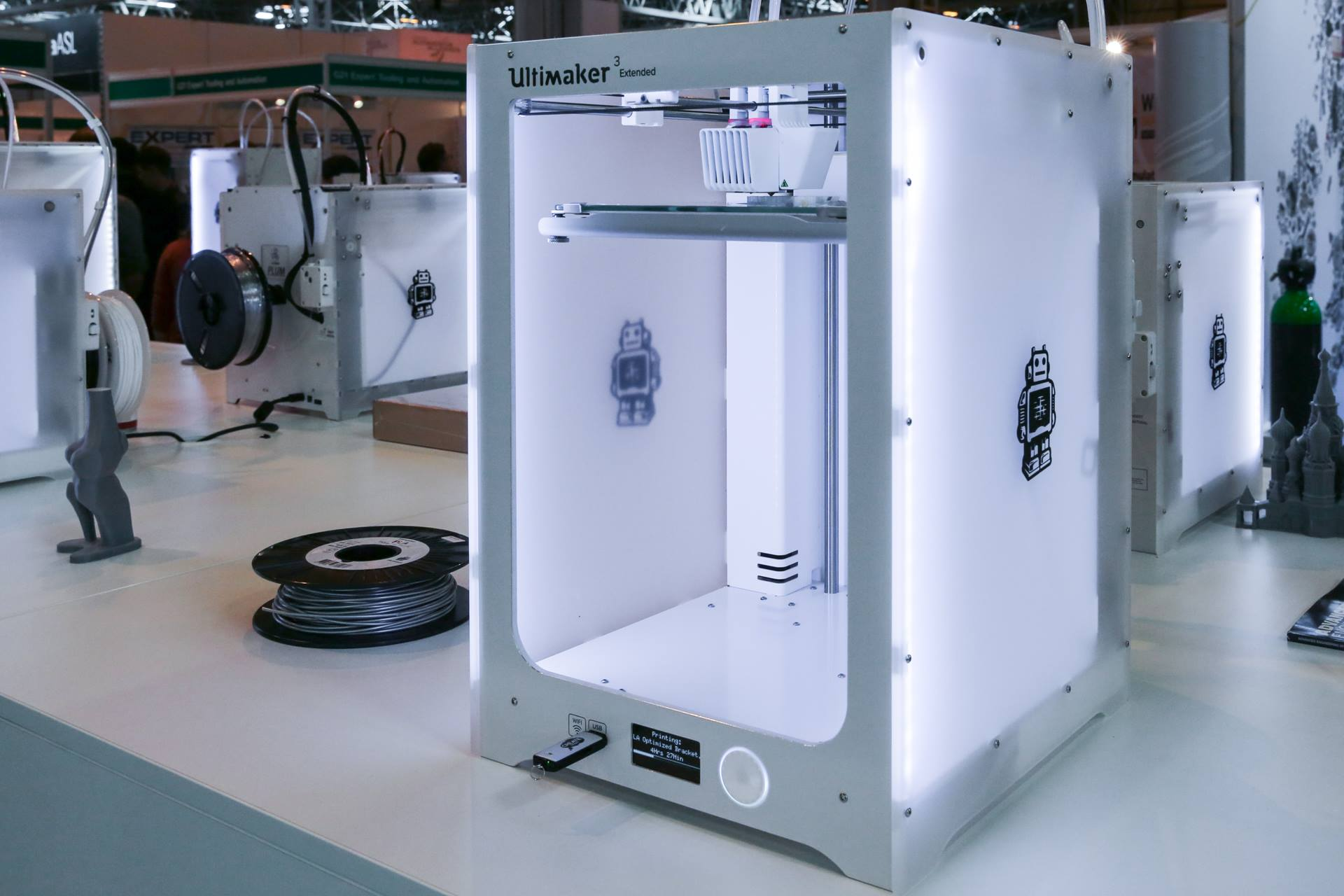
Imprimante 3D
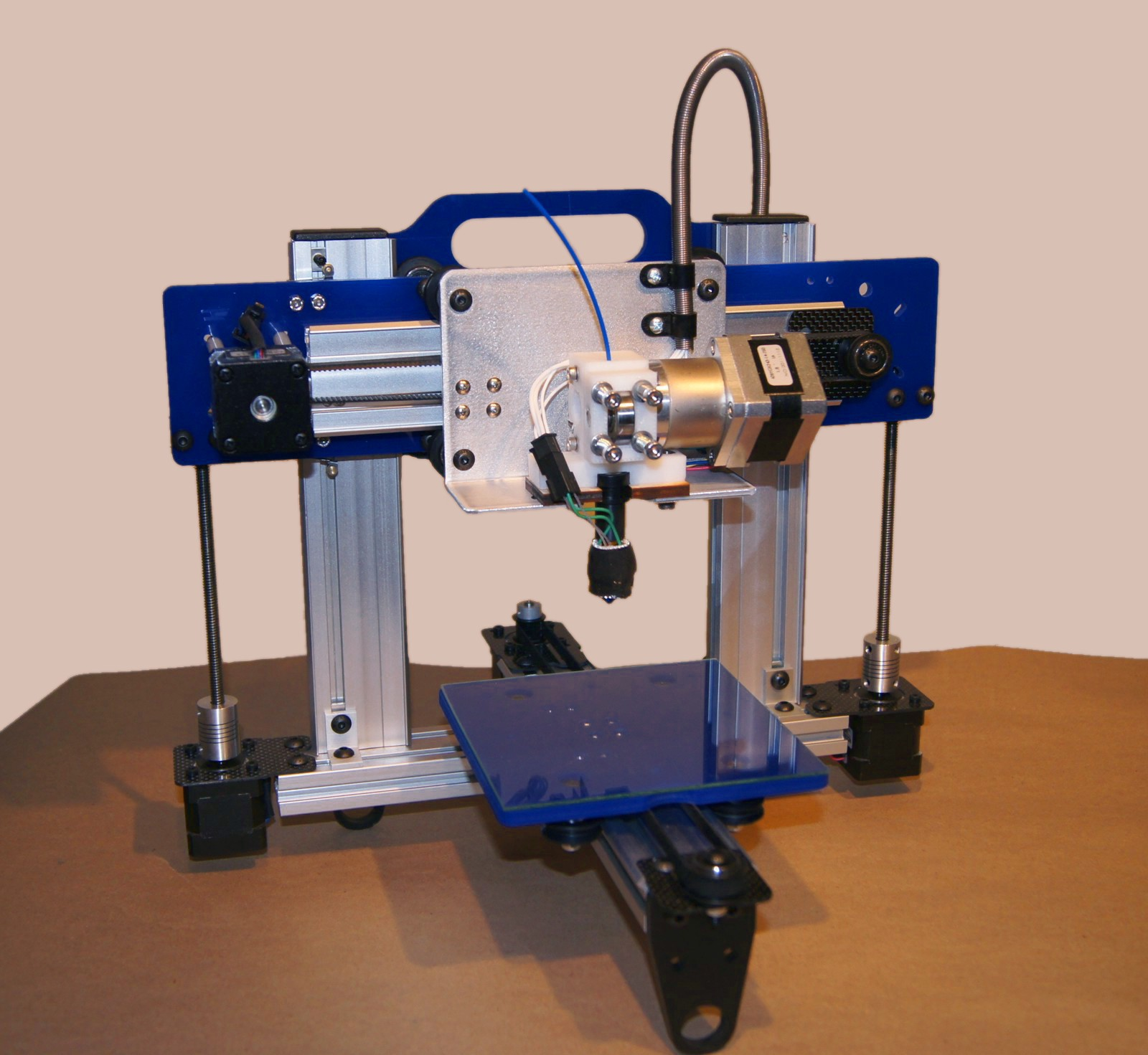
Autre modèle d'imprimante 3D

## Utilisation en archéologie sous-marine
L'archéologie sous-marine est une autre discipline qui bénéficie de l'apport de ces nouvelles technologies notamment pour permettre aux chercheurs, là encore, la réalisation de reconstitutions numériques 3D. En 2017, la National Oceanic and Atmospheric Administration compléta une expédition (en) océanographique dans le golfe du Mexique d'une durée de 23 jours. L'Okeanos Explorer fut requis pour cette mission. À l'aide du véhicule sous-marin téléguidé Deep Discoverer, les chercheurs y découvrirent, entre autres, à plus de 700 mètres de profondeur, les restes d'une épave. Après avoir évalué qu'il pourrait s'agir d'un navire marchand datant possiblement de 1830, une modélisation 3D de ces restes archéologiques fut réalisée.

## Protection de sites
Les moyens offerts par les outils de l'archéologie numérique, combinés à d'autres techniques, permettent dorénavant de reproduire avec une fidélité divers sites archéologiques menacés de façon à permettre ainsi au public de découvrir ces sites tout en évitant aux sites originaux une dégradation accrue due à l'activité touristique.

### Grotte de Lascaux

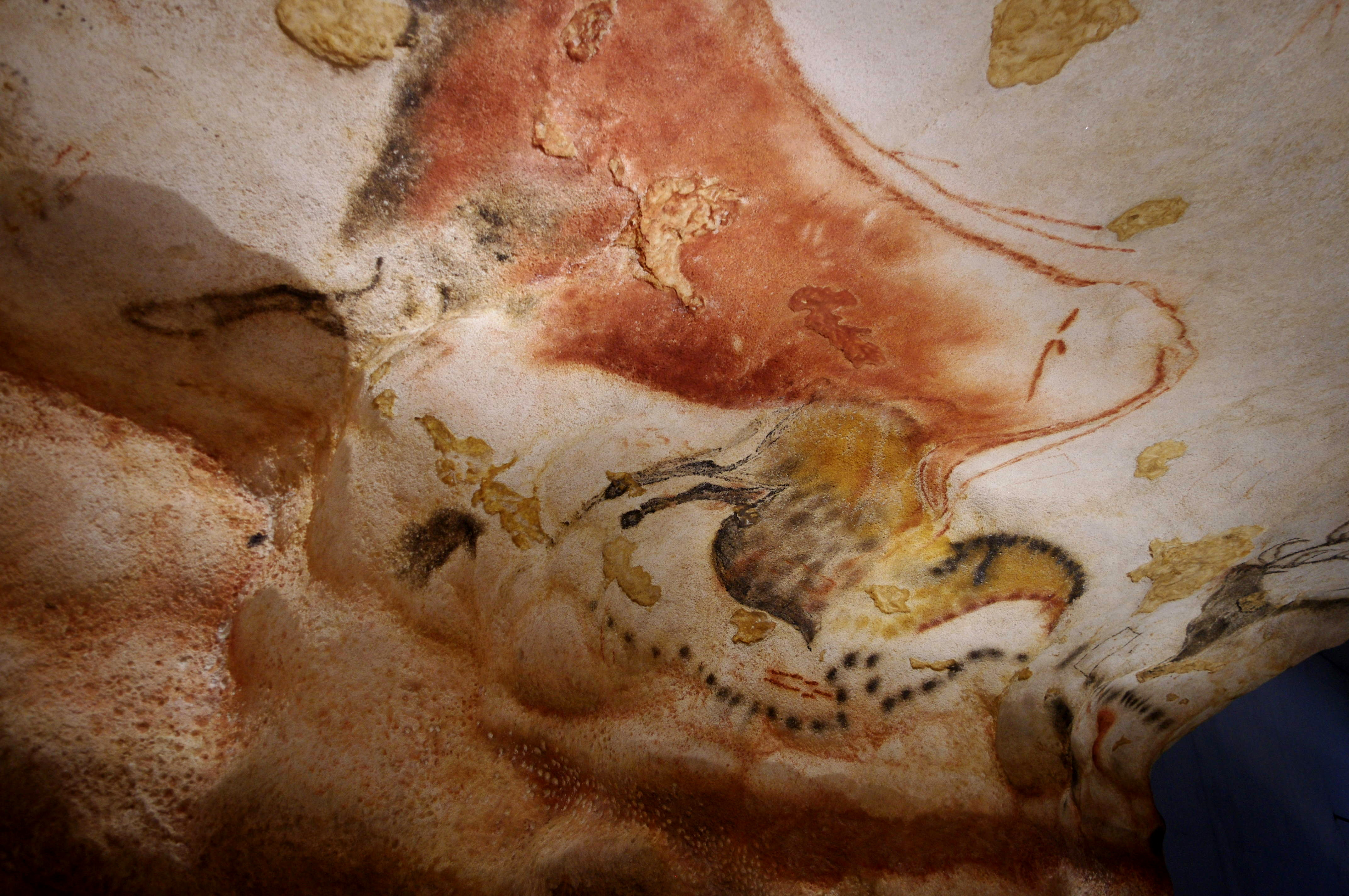
Lascaux 4, parois reproduite en atelier.

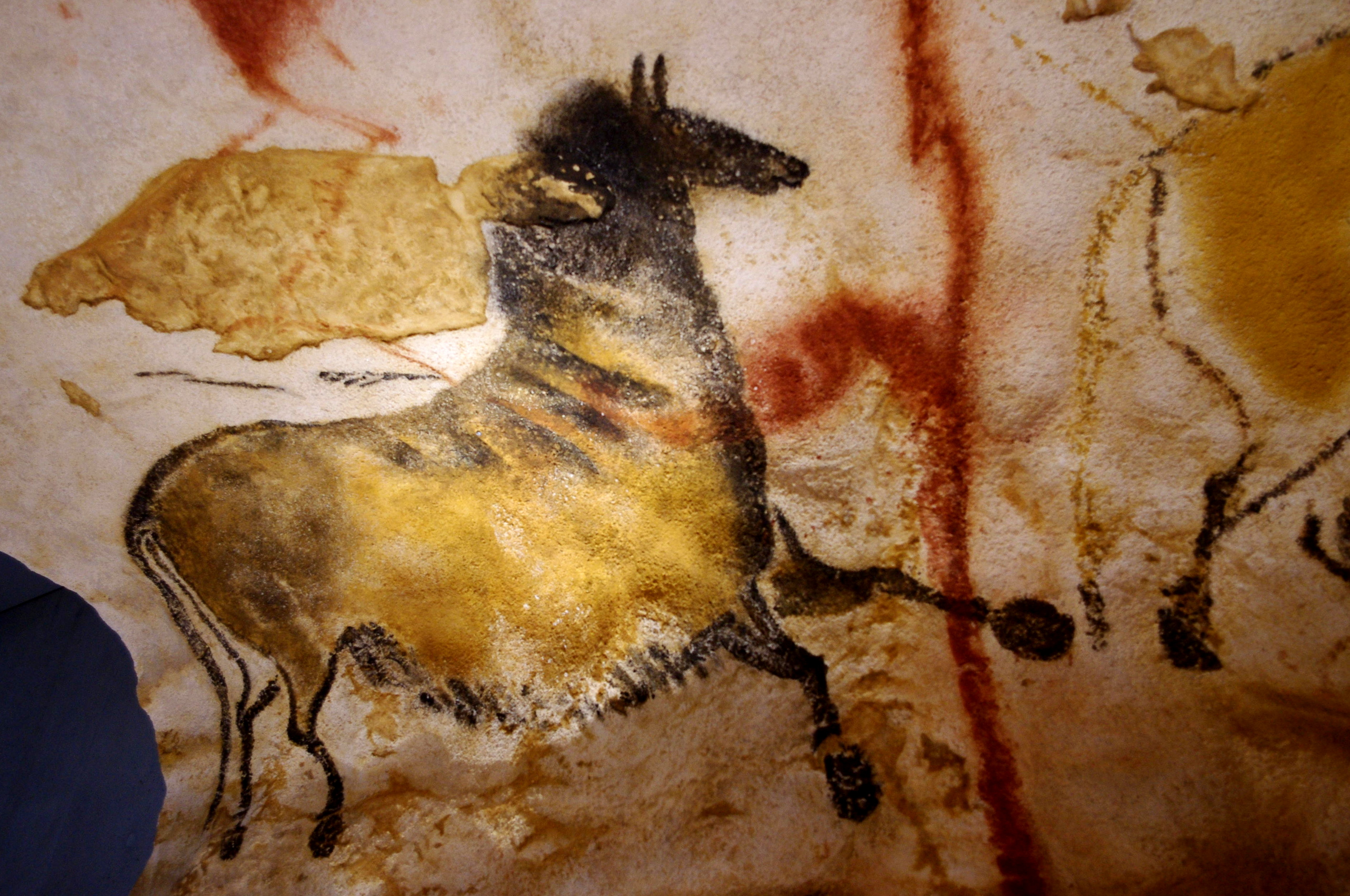
Lascaux 4, parois reproduite en atelier.

La grotte de Lascaux fut fermée au public en 1963 afin de préserver le site et ses peintures. Après des travaux aboutissant à une première reproduction de la grotte connue sous le nom de Lascaux 2 suivis d'un autre projet ayant conduit à la reproduction partielle des lieux dans le but d'en faire une exposition itinérante désignée sous le nom de Lascaux 3, fut conçu un autre projet d'envergure. En 2016, Lascaux 4 voit le jour.  Pour ce faire, les travaux visant à effectuer la modélisation en 3D du site originel auront nécessité de réaliser un relevé de 250 millions de points. C'est à partir de ce relevé que purent être ensuite recréées parois et voûte de la grotte composées de 54 blocs, d'une superficie totalisant 500m2 sur lesquels furent reproduites les peintures préhistoriques.

### Reconstitutions numériques préventives

#### Grotte Chauvet

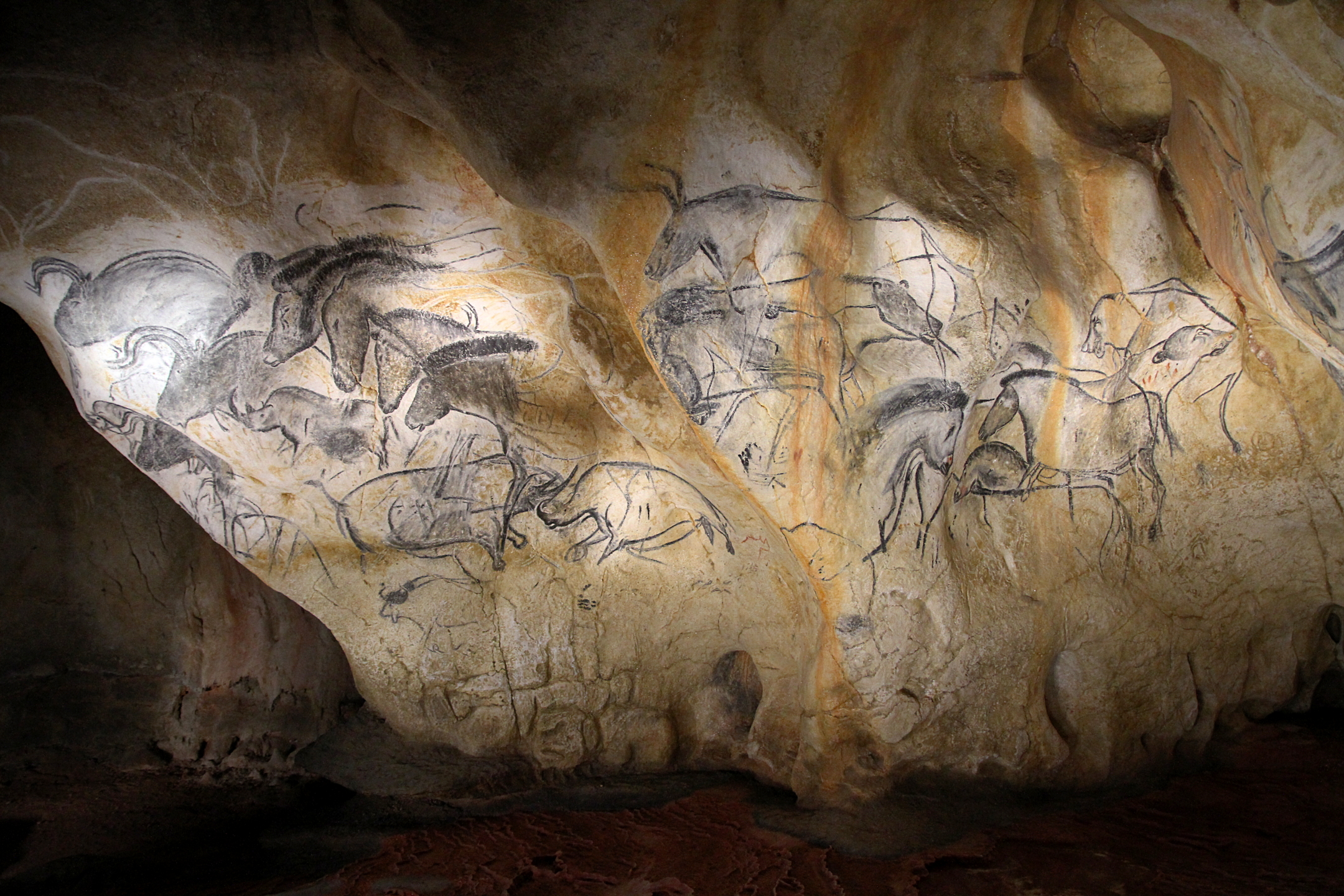
Panneau des chevaux (vue d'ensemble) de la caverne du Pont-d'Arc.

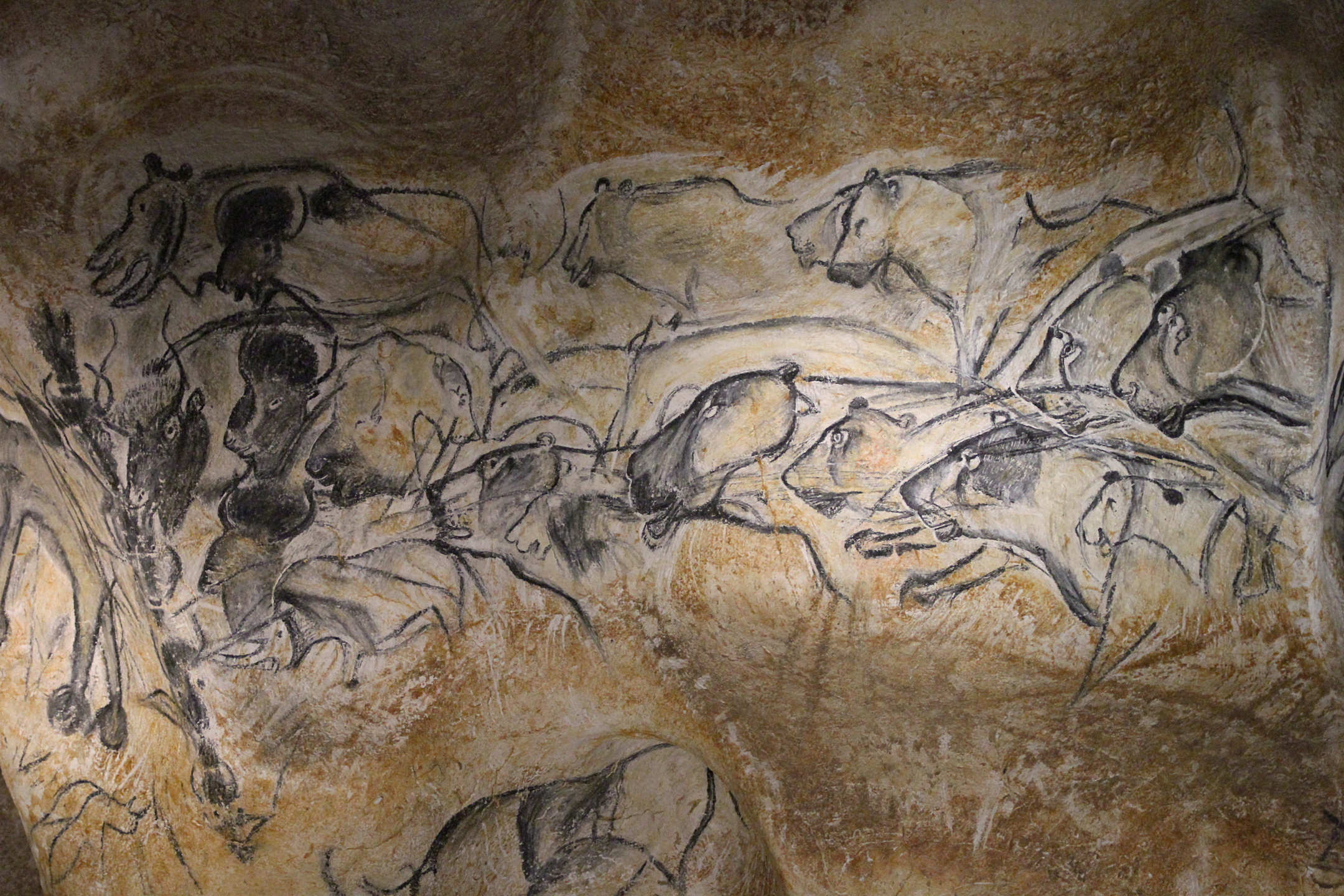
Panneau des lions (partie droite) de la caverne du Pont-d'Arc.

Les dommages physiques et autres types de dégradations physico-chimiques dus à l'activité touristique ont pu être évités pour la grotte Chauvet, découverte en 1994, qui n’a jamais été ouverte au public. C'est à la fois dans un souci de préservation et de partage d'informations dans un cadre immersif que des experts décidèrent de reproduire ce témoignage de l'art pariétal. À cet effet, un clone numérique intégral ayant nécessité un relevé de 16 milliards de points fut réalisé. Les aspects géologiques, paléontologiques et artistiques furent pris en compte et reproduits pour donner naissance à la caverne du Pont-d'Arc inaugurée le 10 avril 2015.

#### Temples de Bagan
De par leurs activités, d'autres sources d'expertise en archéologie numérique, telle que l'entreprise CyArk (en), ont également pour mission de procéder à des relevés de divers sites, dont certains d'une valeur archéologique inestimable, dans un effort de conservation. 
Utilisant le balayage laser ainsi que l'imagerie haute résolution à partir du sol et des airs au moyen de drones afin de réaliser des images qui sont ensuite traitées et combinées en un seul modèle, l'entreprise se rendit à Bagan, au Myanmar, en 2016, pour y effectuer deux campagnes de relevés en collaboration avec l'université Carleton et une troisième, indépendante, en 2017. Quelque 3 000 temples se trouvent dispersés sur ce site dont plusieurs datés des XIe siècle, XIIe siècle et XIIIe siècle.
Entre la première et la deuxième expédition, un tremblement de terre en août 2016 a frappé la région, endommageant des centaines de temples,. Lors de missions ultérieures, l'entreprise a été en mesure de fournir une documentation détaillée sur l'étendue des dommages subis par les monuments déjà étudiés au moyen du lidar et de la photogrammétrie aérienne et terrestre. Ces expéditions purent ainsi aider l'UNESCO et le Département d'archéologie du Myanmar dans leurs efforts de conservation sur ce site archéologique.

### Projets de reconstitutions

#### Grotte Cosquer
C'est également un projet de modélisation 3D de la grotte Cosquer, située au large du cap Morgiou, dans le parc national des Calanques, qui est mené depuis 2010, toujours dans un but de préservation des témoignages de l'art pariétal qu'elle abrite, soit quelque 500 figures gravées et peintes parmi lesquelles certaines représentations de pingouins, de phoques et de poissons, uniques dans tout l’art pariétal. En 2018, le ministère français de la Culture préparait une nouvelle campagne de numérisation dans le but de modéliser les secteurs immergés de la grotte tels que la “zone du chaos”, la “faille des bisons” et le “petit puits”. Le bâtiment qui abritera la grotte ainsi reconstituée est censé ouvrir ses portes au public en 2021.

## Culture

### Jeux vidéo
L'une des retombées sur le plan culturel de la numérisation de données archéologiques permet à l'industrie des jeux vidéo d'inclure dans ses décors virtuels des sites ou édifices anciens reconstitués. À titre d'exemple, la base de données 3D Warehouse offre plusieurs centaines de modèles liés à l'archéologie comprenant des reconstitutions élaborées de sites archéologiques y compris d'artéfacts. À elle seule, la pyramide de Khéops dispose de plus de 80 modèles avec de multiples interprétations des vestiges archéologiques. Ces modèles, qui sont disponibles en téléchargement (de même que pour l'impression 3D), permettent ainsi à des créateurs d'introduire de nouveaux lieux dans l'univers virtuel des jeux vidéo.